# Supercar (Fernsehserie)
Supercar ist eine britische Science-Fiction-Fernsehserie von Gerry und Sylvia Anderson, von der von 1961 bis 1962 39 Episoden produziert wurden. Sie war die erste Marionettenserie der Andersons im Science-Fiction-Genre und initiierte gut ein Dutzend weiterer Serien, wie zum Beispiel die Thunderbirds oder UFO. Gleichzeitig war sie die erste europäische Science-Fiction-Fernsehserie. Im Mittelpunkt der Serie steht das flug-, schwimm- und tauchtaugliche Luftkissenfahrzeug Supercar mit seinem Testpiloten Mike Mercury. Die letzten 13 Episoden wurden im Supermarionation-Format produziert.

## Handlung
Die Handlung der Serie beginnt mit den Vorbereitungen des ersten Testflugs von Supercar im Laboratorium von Professor Popkiss, das sich in Black Rock, Nevada befindet. In der ersten Episode, Rescue, verunglückt auf See ein ziviles Flugzeug, in dem sich auch Jimmy und sein Affe Mitch befinden. Die Passagiere werden gerettet und Jimmy und Mitch Mitglieder des Supercar-Teams.
In den folgenden Episoden hilft das Supercar-Team bei der Rettung von Wissenschaftlern (Trapped in the Depths), der Verfolgung von Piraten (Pirate Plunder), verhindern die Zerstörung Washington, D.C.s durch die Rakete eines wahnsinnigen Wissenschaftlers (The Lost City) oder der USA durch versteckte Atombomben (Atomic Witch Hunt). Zahlreiche Episoden behandeln die Versuche des albanischen Geheimagenten Masterspy und seines Gehilfen Zarin, Supercar zu stehlen.

## Episodenliste
1. Staffel:
1. Rescue
2. Amazonian Adventure
3. The Talisman of Sargon
4. False Alarm
5. What Goes Up
6. Keep It Cool
7. Grounded
8. Jungle Hazard
9. High Tension
10. A Little Art
11. Island Incident
12. Ice-Fall
13. The Tracking of Masterspy
14. Phantom Piper
15. Deep Seven
16. Pirate Plunder
17. Flight of Fancy
18. Hostage
19. The Sunken Temple
20. Trapped in the Depths
21. Crash Landing
22. Dragon of Ho Meng
23. The Lost City
24. The Magic Carpet
25. The White Line
26. Supercar Take One

2. Staffel:
1. The Runaway Train
2. Precious Cargo
3. Operation Superstork
4. Hi-Jack
5. Calling Charlie Queen
6. Space for Mitch
7. The Sky's the Limit
8. 70-B-Lo
9. Atomic Witch Hunt
10. Jail Break
11. The Day That Time Stood Still
12. Transatlantic Cable
13. King Cool

## Produktionsgeschichte
Nachdem sich die im Wilden Westen angesiedelte Vorgängerserie Four Feather Falls als kommerzieller Erfolg erwiesen hatte, beschlossen die Andersons den Einstieg das Science-Fiction-Milieu. Mike Mercury wurde daher nach dem US-amerikanischen Mercury-Programm benannt.
Supercar ist ein allseitig verwendbares Luftkissenfahrzeug, das wie ein futuristischer, stromlinienförmiger Pkw ohne Räder aussieht. Es ist ein Senkrechtstarter, besitzt einen Düsen- und Raketenantrieb, ist schwimmfähig und kann als U-Boot eingesetzt werden. Mit seiner Clear-Vu-Technik kann sein Pilot durch Wolken, Nebel und Rauch hindurchsehen.
Für die Trickaufnahmen wurden drei verschiedene Supercar-Modelle konstruiert; für die simulierten Flugaufnahmen ein extrem leichtes und empfindliches Modell aus Balsaholz verwandt. Für die Unterwassersimulation wurde ein spezielles Aquarium konstruiert, das nur wenige inch breit war. Durch diesen durchsichtigen Tank wurden die Aufnahmen der Unterwasserszenen gedreht.
Im letzten Drittel der Produktionszeit führte Gerry Anderson den Begriff Supermarionation ein; der Begriff war offensichtlich durch Ray Harryhausens Technik der Dynamation inspiriert worden. Um den Realismus der Serie zu erhöhen, wurden echte Pflanzen und Bäume für die Szenenbildgestaltung verwandt. Für die simulierten Flugaufnahmen und Fahrten in Städten wurden Rückprojektionsaufnahmen verwandt. Die im Vorspann verwandte Szene, in der Supercar aus dem Meer herausschießt, wurde in einem Swimmingpool gedreht, in dem das Modell auf den Grund abgesenkt und beschwert wurde. Allerdings ist die Angelleine zu sehen, an der das Modell aus dem Wasser herausgezogen wurde.
Die Erfahrungen von Supercar flossen in die Nachfolgeserie Fireball XL5 ein, die unmittelbar nach dem Auslaufen von Supercar produziert wurde.

## Synchronisation
Mike Mercury, Testpilot von Supercar: Graydon Gould
Professor Rudolph Popkiss, Konstrukteur des “Supercar”: George Murcell
Doktor Beaker, Popkiss´ Assistent: David Graham
Jimmy Gibson, ein zehnjähriger Junge, Mitglied des „Supercar“-Teams: Sylvia Thamm, später verheiratete Anderson
Der Affe Mitch, Jimmys Haustier: David Graham
Masterspy, ein albanischer Geheimagent: Cyril Shaps
Zarin, Masterspys Gehilfe: David Graham